# Mosquée de Bayonne
La mosquée de Bayonne, est un édifice religieux français consacré au culte musulman, situé à Bayonne dans les Pyrénées-Atlantiques, en Nouvelle-Aquitaine.

## Histoire
Les travaux de construction de la mosquée à Bayonne sont lancés en 2008 par l'Association culturelle des musulmans de la côte basque (ACMCB) qui estime à 300 le nombre de familles musulmanes au Pays basque. Elle entre en fonction en avril 2013 alors que les fidèles priaient auparavant dans un local de la rue Daniel Argote. Les finitions intérieures ne sont alors pas achevées.  Elle est édifiée sur un terrain de 2 000 m2 et peut accueillir 300 personnes dans deux salles de prières. Elle dispose de plus de deux salles de cours, d'une bibliothèque et d'une salle de conférence. Un minaret symbolique surmonte la mosquée. Son coût a été de 700 000 euros. 
L'édifice est inauguré officiellement en mars 2014.
En janvier 2015, l'édifice est tagué, acte condamné par le président de l'Association des musulmans de la côte basque tandis que l'observatoire de la laïcité « appelle à ne pas tomber dans le piège politique tendu par ce terrorisme abject ». En août 2017, le bâtiment est de nouveau victime d'une tentative d'incendie par le jet d'engins incendiaires sur l'arrière du bâtiment.

## Attaque de 2019
Le 28 octobre 2019, la mosquée est attaquée : un ancien candidat du Rassemblement national, Claude Sinké, met en fuite un témoin éventuel en le menaçant d'un pistolet puis tente d'incendier la porte de la mosquée en y déversant de l'essence à laquelle il met le feu. Il tire ensuite sur deux hommes ; l'un essaye de fuir dans une voiture que l'assaillant essaye d'incendier.
Après avoir été arrêté, les policiers saisissent dans sa voiture une bonbonne de gaz et un chargeur de pistolet automatique et chez lui des armes pour lesquelles il possédait une licence de tir sportif.
Claude Sinké, incarcéré depuis le 20 octobre 2019, meurt avant son procès en février 2020.